# Městečko (Potštejn)

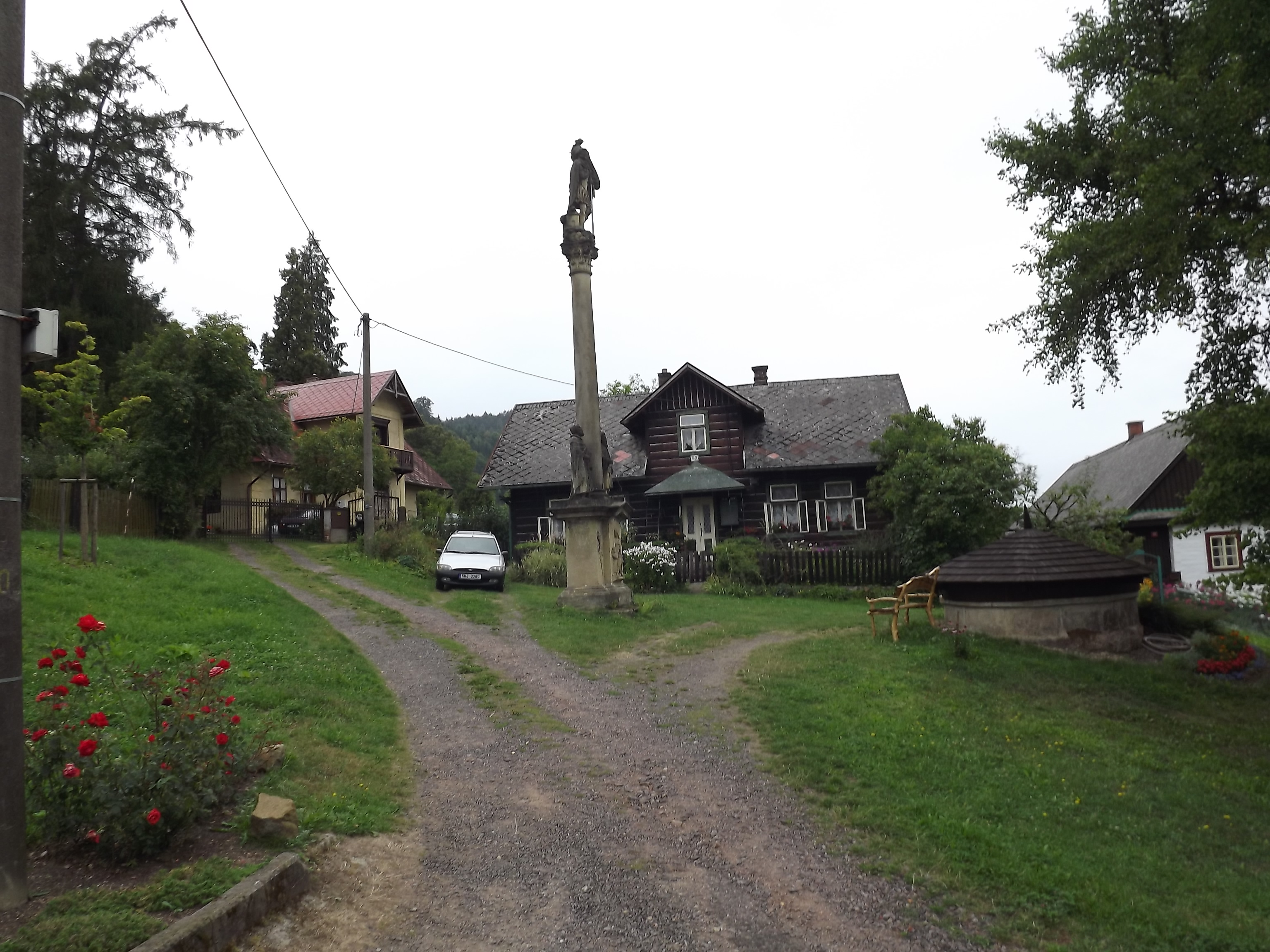
Městečko se sochou svatého Floriana a kašnou

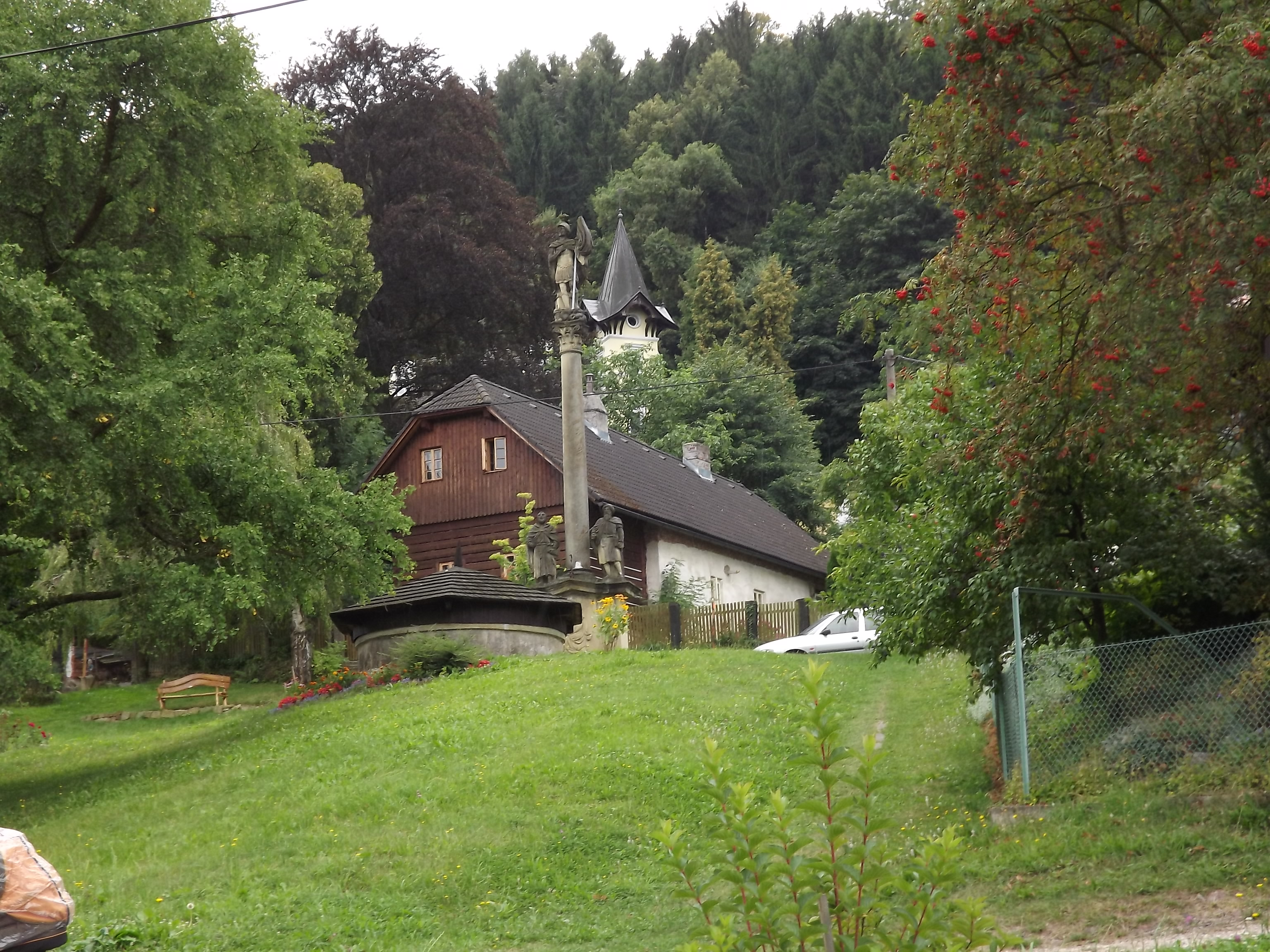
Pohled na Městečko směrem k vile Meran

Městečko respektive Na Městečku, je historická část obce Potštejn, rozkládající se v bezprostřední blízkosti kostela sv. Vavřince na úpatí hradního kopce.
Centrální část „Na Městečku“ uspořádáním zástavby působí dojmem malého náměstí, v minulosti tudy vedla historická cesta spojující Potštejn s městy Vamberk a Ústí nad Orlicí. Ve středu prostranství se nachází kamenná socha sv. Floriána se dvěma vedlejšími postavami apoštolů Petra a Pavla a na podstavci s reliéfem sv. Anny, vystavěná v roce 1872 chráněná jako kulturní památka; a kašna s vodním pramenem. Poblíž kašny roste jinan dvoulaločný.
V severní části Městečka, přibližně v místech dnešního hotelu Praha, stála dříve budova textilní manufaktury, vybudované Janem Ludvíkem Harbuvalem Chamaré. Na jih od Městečka, směrem k hradnímu kopci, se nachází vila Meran, vystavěná Dobřenskými z Dobřenic v roce 1897, která upomíná na doby, kdy byl Potštejn vyhledáván jako klimatické lázně.
V lokalitě Na Městečku se nachází i rodný domek Jana Urbana Jarníka.